# Perimyotis subflavus
Perimyotis subflavus is een zoogdier uit de familie van de gladneuzen (Vespertilionidae). De wetenschappelijke naam van de soort werd voor het eerst geldig gepubliceerd door F. Cuvier in 1832.

## Voorkomen
De soort komt voor van Canada tot Honduras.